# Trendsales
Trendsales var en dansk hjemmeside og app, der formidlede køb og salg af secondhand tøj og ting til hjemmet. Virksomheden blev stiftet i 2002 og ophørte i 2024, efter at være blevet solgt til det litauiske Vinted, Europas største digitale handelsplatform for brugt tøj, mv.

## Historie
Virksomheden blev grundlagt af Bo Eriksen og Martin Falslev Andersen i 2002.
I 2005 købte Freeway 50 % af ejerskabet for 62.500 kroner. I 2010 solgte Freeway deres ejerskab for ca. 100 mio. kroner.
I 2014 blev selskabet solgt til den schweiziske medievirksomhed Tamedia for ca. 350 mio. kr.

### Fusion med Tradono
I 2017 fusionerede Trendsales med konkurrenten, Tradono, der siden 2014 havde taget store markedsandele i Danmark. Tradono blev stiftet af Mads Mathiesen, Martin George Suhr Madsen, Nicklas Skov Pape og Rasmus Hovøre Andersen, og fik kort efter Morten Kjær med i selskabet. I årene efter investerede virksomheden i større team og optimering af produktoplevelsen med bl.a. sikre betalinger og indbygget forsendelse.

### Nye ejerskift
I 2020 blev majoritetsejerne Tamedia købt ud af selskabets adm. direktør Mads Mathiesen, finansdirektør, Caspar Wolffsen, teknologidirektør, Morten Kjær, Product Experience lead, Nicklas Skov Pape samt flere af Trendsales' øvrige minoritetsejere i en såkaldt  management buyout (MBO) . Efter flere år med negative årsresultater vendte de driften til et overskud på 12 mio. kroner i 2021. De investerede de følgende år overskuddet i specielt marketing, kundeservice og produktudvikling, og fjernede bl.a. displayannoncer for at gøre køb og salg nemmere og mere sikkert.
I 2023 blev Trendsales B Corp-certificeret, og over 900.000 danskere loggede ind på markedspladsen det år, hvilket svarede til godt 18 % af alle danskere over 15 år. De mange brugere lagde varer til salg for 2,5 mia. kroner, og der blev handlet for mere end 530 mio. kroner.[kilde mangler]

### Salg til Vinted
I marts 2024 kom Trendsales igen på udenlandske hænder, da virksomheden blev solgt for et ukendt beløb til den litauiske unicorn Vinted. På daværende tidspunkt opererede Vinted i 20 lande, beskæftigede 2000 ansatte og havde over 100 millioner registrerede brugere.
Som følge af dette salg lukkede platformen Trendsales den 10. oktober samme år.